# Xã Four Mile, Quận Wayne, Illinois
Xã Four Mile (tiếng Anh: Four Mile Township) là một xã thuộc quận Wayne, tiểu bang Illinois, Hoa Kỳ. Năm 2010, dân số của xã này là 666 người.